# دينيسي كينيلي
دينيسي كينيلي (بالإنجليزية: Dean Kenneally)‏ هو منافس ألعاب قوى أسترالي، ولد في 8 مارس 1967.

## روابط خارجية
- دينيسي كينيلي على موقع الاتحاد الدولي لألعاب القوى (الإنجليزية)
- دينيسي كينيلي على موقع النتائج التاريخية لألعاب القوى الأسترالية (الإنجليزية)
- دينيسي كينيلي على موقع اتحاد ألعاب الكومنولث (مؤرشف) (الإنجليزية)